# Kostel svatého Vavřince (Ledenice)
Kostel svatého Vavřince se nachází v Ledenicích v okrese České Budějovice v Jihočeském kraji. Je farním kostelem Římskokatolické farnosti Ledenice, vikariátu České Budějovice-venkov, diecéze českobudějovické. Kostel je umístěn na severozápadní straně náměstí v mírném návrší a tvoří významnou dominantu městyse Ledenice. Areál kostela společně s farou je chráněn jako nemovitá kulturní památka. Do Ústředního seznamu kulturních památek České republiky byl zapsán 31. prosince 1963 pod č. 41645/3-219.

## Historie

### Kostel
Raně gotický kostel byl založen koncem roku 1300, přesné datování není známo. Nahradil dřevěnou kapli z období založení Ledenic. První písemné zmínky o tehdejší vsi Ledenice jsou známy z roku 1278 a 1291, kdy byla v majetku rodu Vítkovců. Kostel je již roku 1359 uváděn jako farní. V roce 1422 byl svěcen oltářní kámen, pod ním se nachází ostatky světců.
Během let bylo provedeno několik přístaveb kostela, byl mnohokrát opravován a rekonstruován. V roce 1699 byla přistavěna loď kostela. Po požáru kostela byl v roce 1756 vybudován nový krov na místo poničeného původního gotického za 1607 zlatých 33 krejcarů, v lodi byla postavena nová kruchta, u hlavního vchodu byla přistavěna nová předsíňka.
V roce 1776 byla ke kostelu přistavěna barokní věž, cca 25 m vysoká. Původní dřevěná zvonice, která stála při vstupu na hřbitov, byla zbourána. Stavba věže trvala 114 dní a použito bylo například 36 000 cihel vypálených v ledenické cihelně. Práce prováděl mj. i tehdejší purkmistr, tesař Matěj Doležal. Stavební práce na věži byly dokončeny v roce 1782 (oprava vazeb krovu, oplechování báně, omítnutí věže atd.), celkové výdaje činily 1350 zlatých a 160 krejcarů. Další nákladnější oprava proběhla v roce 1808, kdy po silné vichřici hrozilo zřícení krytiny. Do makovice na špičce věže jsou od roku 1776 ukládány do měděného tubusu dobové dokumenty, zpravidla v souvislosti s opravou kostela či věže. V roce 1846 byla provedena oprava cibulovité báně, která byla následně v roce 1884 zúžena a zvýšena o 2 metry.
V první polovině 19. století byla provedena rozsáhlá rekonstrukce kostela, po níž byl v roce 1846 kostel znovu vysvěcen. Větší opravy následovaly v letech 1884, 1888–1889, kdy kromě generální opravy fary a opravy věže byla renovována kazatelna, vybílen kostel, opraveny hlavní i boční oltáře. Kostel byl opravován v roce 1930 za působení děkana Františka Jana Kroihera. Významná rekonstrukce kostela včetně nového oplechování věže proběhla v letech 1969–1970. Poslední generální rekonstrukce kostela a věže byla provedena v roce 1998 za 1,5 milionu korun, kdy byla mj. zhotovena nová báň z mědi. V roce 2020 byla vichřicí Sabine poškozena věž kostela, kdy se zřítil na zem kříž z vrcholu báně.
V kostele se konají pravidelné bohoslužby. Farní obvod tvoří od  konce 18. století Ledenice a osady Mysletín, Ohrazení, Ohrazeníčko, Radostice, Růžov, Svatá Voršila, Trocnov, Zaliny a Zborov. Od 17. století do roku 1738 spravovala ledenická farnost i sedm vsí patřících do filiálního kostela Nanebevzetí Panny Marie ve Štěpánovicích.

### Fara
V letech 1728–1730 byla z podnětu ledenického faráře Jáchyma Ignáce Šťastného postavena nová fara, která nahradila původní dřevěnou faru ze 16. století. Architektem byl Anton Erhard Martinelli. V roce 1732 byla postavena tzv. farská stodola, roubenka krytá šindelem, která celá shořela při požáru v roce 1948.
Fara je jednopatrová zděná obdélníková budova, je umístěna severozápadně ve svahu pod kostelem. K faře přiléhají severovýchodně hospodářské budovy, na jihu je barokní brána. Bývalá farní zahrada byla v roce 2004 upravena na odpočinkový areál.

### Hřbitov
Hřbitov o výměře 3300 m2 byl založen souběžně s kostelem. V roce 1722 byla vybudována márnice. Hřbitov přestal vyhovovat již kolem roku 1780, avšak trvalo 180 let než došlo k založení nového hřbitova v roce 1961. Na starém hřbitově se pohřbívalo do roku 1971, poté byla v roce 1991 většina hrobů odstraněna. Na místě zůstalo jen několik železných křížků. Na hřbitově byli pochováni významní ledeničtí faráři, mj. i děkan, senátor, národohospodář, publicista a mecenáš Ledenic František Jan Kroiher, který zde působil v letech 1914–1948.

## Popis

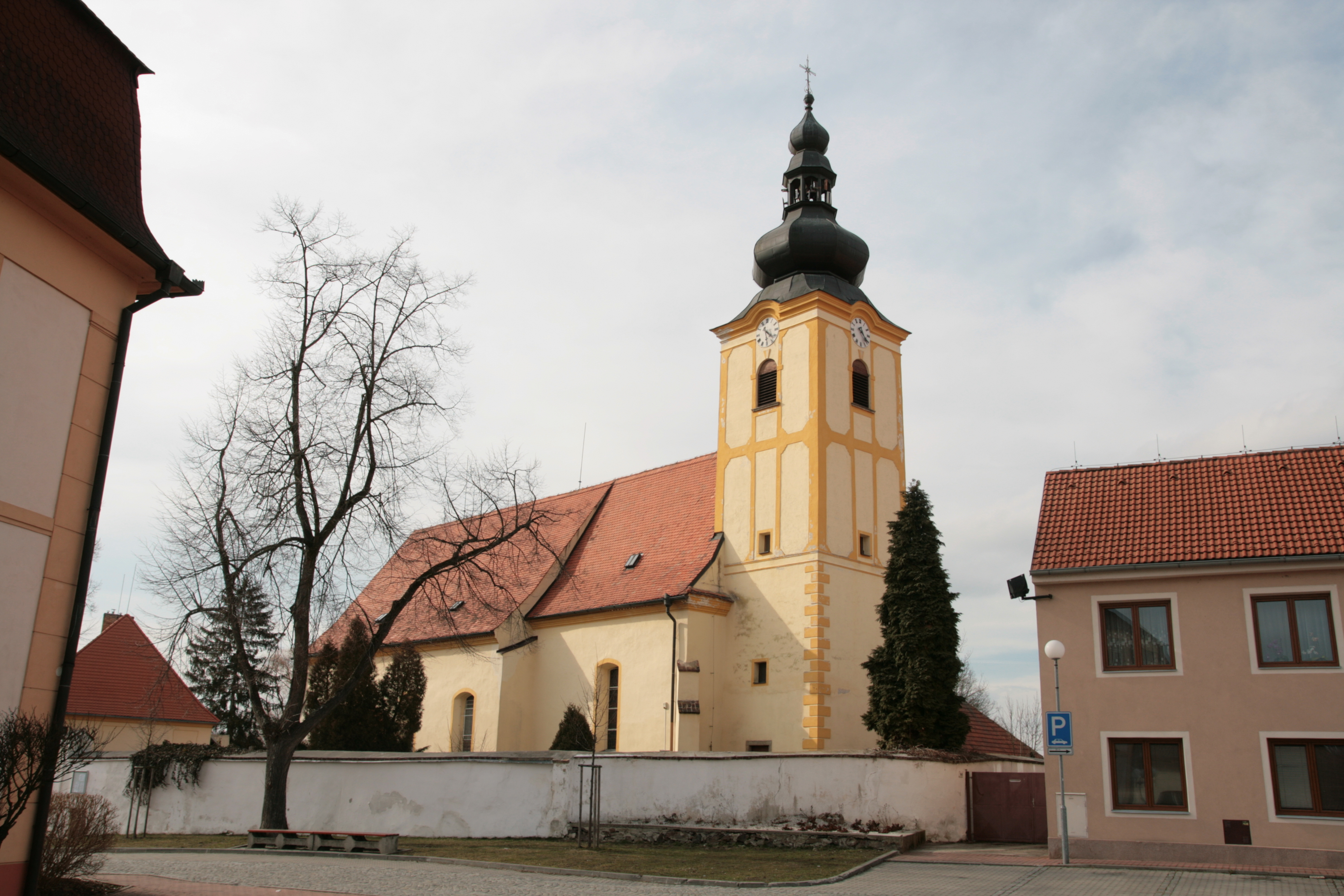
Pohled na kostel

### Exteriér
Kostel svatého Vavřince je jednolodní stavba z lomového kamene, orientovaná. Původně raně gotický kostel byl v 18. století zásadním způsobem barokně přestavěn. Kostel má obdélníkový půdorys ukončený čtvercovým presbytářem. Na severní straně presbytáře se nachází sakristie. K jižní straně hlavní lodi kostela přiléhá předsíňka z 1756. Hlavní loď má po jižní straně tři okna (okenní výplně představují sv. Vojtěcha, sv. Prokopa a sv. Anežku Českou) a jedno v kněžišti (obraz sv. Františka Xaverského), dvě okna obdélníkového tvaru jsou na severní straně. Střecha kostela je sedlová, zastřešená taškovou krytinou.
Na východní straně byla ke kostelu přistavěna v roce 1776 dvoupatrová hranolová věž. Věž má malá čtvercová okna, v místě zvonice jsou půlkruhově zaklenutá. Věžní hodiny jsou umístěny na jižní straně. Věž je zakončená plechovou bání cibulovitého tvaru s lucernou a pozdně barokní makovičkou. Na vrchu báně je kovaný kříž vysoký 190 cm (jeden vídeňský sáh).
Součástí areálu kostela je fara, včetně hospodářských budov, zbytek starého hřbitova a bývalá márnice. Celý areál je obehnán kamennou ohradní zdí, z níž vedou dvě železné brány na náměstí. Před branou do areálu kostela se nachází kamenný kříž, který byl pořízen z darů farníků v roce 1938 a nahradil původní dřevěný kříž s malovaným Kristem na plechu. Kříž je upomínkou na působení misionářů v Ledenicích v roce 1898 a v letech 1937–1938. V roce 2006 byl z dotace ledenické radnice obnoven.
U hřbitovní zdi roste kaštan, zasazený v roce 1879 na oslavu císařského jubilea a po pravé straně vchodu na hřbitov tři lípy zasazené v roce 1892 na památku Jana Amose Komenského.

### Interiér
Nejstarší částí kostela je raně gotický pravoúhlý presbytář se dvěma rohovými opěráky. Rovněž tak sakristie, později barokně upravená, s valenou klenbou s hranolovitými výsečemi.  Z presbytáře se do ní vchází památkově hodnotným sedlovým portálkem s gotickými dveřmi s původním kováním. Za hlavním oltářem je zazděno gotické hrotité okno s původní kružbou.
Presbytář je čtvercový o stranách 7 m, křížová žebrová klenba je zakončena svorníkem zdobeném osmipaprskovou hvězdou. Presbytář je od hlavní lodi oddělen hrotitým triumfálním obloukem, který je zesílený kamenným pasem 1,80 m širokým. Loď kostela je obdélníková a měří 16,80 m na délku a 10,25 m na šířku. Loď byla přistavěna roku 1699, strop je plochý, (omítnutý rákos). V západní části lodi je zděná kruchta umístěná na dvou pilířích.
U hlavního vchodu kostela je mozaika z roku 1939 Panny Marie s děťátkem. U bočního západního vstupu do kostela se nachází mozaikový obraz z roku 1931, na kterém je vyobrazen svatý Václav na bílém koni v pozadí se siluetou Hradčan a hory Říp. Obraz daroval děkan František Jan Kroiher.
Většina vnitřního zařízení kostela pochází z konce 18. a z 19. století. Nejstarší movitou památkou je kamenná středověká křtitelnice s erbem Rožmberků na přední straně, vysoká je 64 a široká 96 centimetrů. Je umístěna v předsíňce kostela.
Významnou památkou, která se vztahuje ke kostelu v Ledenicích je dřevěný reliéf Oplakávání z Ledenic nebo také Kladení Krista do hrobu z let 1500–1510. V současné době je uložen v Alšově jihočeské galerii v Hluboké nad Vltavou jako součást sbírky gotického umění. Je z lipového dřeva, vysoký 50 a široký 77 centimetrů. Oplakávání z Ledenic je  spojováno s tvorbou význačného jihočeského sochaře, kterého známe jen jako Mistra Oplakávání ze Žebráku.
Hlavní oltář je barokní s rokokovými prvky, pochází stejně jako dva boční oltáře z druhé poloviny 18. století. Přesná podoba původního oltáře není známa stejně jako není zřejmé, proč byl zvolen za patrona ledenického kostela svatý Vavřinec. Oltářní obraz Umučení svatého Vavřince je olejomalba o rozměrech 260 × 150 cm. Po levé straně obrazu je umístěna dřevěná socha svatého Floriána (voják s praporem a putýnkou) z roku 1848, signována jménem Fridricha Schattauera a vpravo je dřevěná socha svatého Václava se štítem s přemyslovskou orlicí a praporcem ze stejného období. V roce 1846 byl hlavní oltář po jeho opravě  znovu vysvěcen. Byl tak důkladně opraven, že jej i odborníci považovali za nově vyrobený v neobarokním slohu a nebyl tudíž zahrnut do seznamu kulturních památek. Až při jeho restaurování v letech 2005–2006 se zjistilo, že se jedná o původní, částečně rekonstruovaný barokní oltář. Obraz Umučení svatého Vavřince restauroval akademický malíř a restaurátor Hanuš Joža. Po stranách hlavního oltáře je umístěna socha svatého Františka a svatého Jana Nepomuckého, pocházející z 18. století.
Oba boční oltáře byly posvěceny v roce 1760. Pravý je zasvěcen svatému Linhartovi, před oltářem je postavena žulová křtitelnice z doby kolem roku 1750. Levý boční oltář je zasvěcen Panně Marii. V roce 1892 byla pořízena ze sbírky růžencového bratrstva v Ledenicích nová socha Panny Marie Lurdské, vyrobena v Insbrucku. Měla připomínat mariánská zjevení v Lurdech. Před oltářem Panny Marie jsou v podlaze dva náhrobní kameny, pod nimiž jsou pochováni  faráři Karel Gregor a Jan Stohl, působící v Ledenicích v 18. století.
Rokoková kazatelna z první poloviny 18. století, umístěná v lodi kostela, je bohatě řezbářsky zdobena. Na vrcholu baldachýnové stříšky, která ji kryje, je dřevěná soška Krista Vzkříšeného, se zvednutou paží.
Cennou památkou je barokní konšelská lavice z roku 1690 (původně patronátní lavice Karla Kořenského z Terešova) v presbytáři vpravo při vstupu do sakristie. Lavice je dřevěná, bohatě zdobená malovanými hlavičkami andílků a vyřezávanými  ornamenty. Nahoře nad opěradlem je v kartuši zobrazen svatý Karel Veliký, patron K. Kořenského. V opěradle jsou tři výplně, vlevo je zobrazen svatý Josef s Ježíškem v náručí, vpravo Panna Maria s Ježíškem a uprostřed je malovaný erb rodu Kořenských z Terešova – kohout stojící na jedné noze. Nad konšelskou lavicí visí barokní obraz Navštívení Panny Marie z doby po roce 1700. Obraz získal v roce 1932 děkan F. J. Kroiher od svého přítele Karla Svobody, ředitele Agrární banky. Naposledy byla lavice opravována v roce 2017.
Na kůru se nacházejí mechanické jednomanuálové varhany z roku 1876 od varhanáře Františka Svítila z Nového Města na Moravě. Varhany s jedenácti rejstříky a zásuvkovou vzdušnicí mají romantickou dispozici. Jsou postaveny v neogotické skříni. Poslední opravy byly provedeny v roce 1992 a 2009.
Na zábradlí kruchty jsou umístěny od roku 1948 dřevěné barokní sochy svatých biskupů Ambrože a Karla Boromejského, v nadživotní velikosti 210 cm, zakoupené z bývalého majetku Emy Destinnové. V roce 2006 je restauroval ledenický sochař Martin Míka.
Na začátku 20. století se nacházely na věži tři zvony z let 1726, 1743 a 1826, některé zdroje uvádějí zvony čtyři. Za první i druhé světové války byly zvony použity pro vojenské účely, např. v roce 1942 tři velké zvony o váze 520 kg, 180 kg a 120 kg. V roce 1948 byly ze sbírky farníků za 105 tisíc korun pořízeny u zvonařské firmy Perner z Českých Budějovic zvony nové – Maria, Vavřinec a Václav. Posvěceny byly  9. května 1948. Ledenický kostel má v roce 2023 pět zvonů.